# Jan Harasymowicz
Jan Harasymowicz (ur. 18 marca 1921 w Krakowie, zm. 5 marca 2008 tamże) – polski naukowiec, profesor nauk technicznych specjalizujący się w budowie i eksploatacji maszyn.

## Życiorys
W 1939 rozpoczął studia na Politechnice Lwowskiej, ukończył je w 1946 na AGH w Krakowie. W latach 1954–1957 pracował na AGH jako asystent, potem przeniósł się do Bydgoszczy. Pracował tam jako nauczyciel w technikum, a także w Zakładach Energetycznych. W tym czasie działał w Stowarzyszeniu Inżynierów Mechaników Polskich, był przewodniczącym oddziału wojewódzkiego stowarzyszenia. Był też jednym z organizatorów i wykładowców, utworzonej w 1951, Wieczorowej Szkoły Inżynierskiej (obecnie Uniwersytet Technologiczno-Przyrodniczy im. Jana i Jędrzeja Śniadeckich w Bydgoszczy).
Od 1954 pracował na Politechnice Krakowskiej. W 1962 uzyskał tam stopień doktora, a 1970 doktora habilitowanego. Tytuł naukowy profesora nadzwyczajnego uzyskał w 1972, a tytuł profesora zwyczajnego nauk technicznych 15 czerwca 1990.
Pochowany w alei zasłużonych cmentarza Rakowickiego w Krakowie (kwatera LXIX pas B-1-3).

## Odznaczenia i wyróżnienia
Za opiekę nad więźniami obozu Stalag 369 w Kobierzynie został uhonorowany odznaczeniem Legii Honorowej. Był jednym z inicjatorów powstania pomnika więźniów obozu.
21 lutego 2007 Uniwersytet Technologiczno-Przyrodniczy im. Jana i Jędrzeja Śniadeckich w Bydgoszczy nadał mu tytuł doktora honoris causa.

## Wybrane publikacje
- Podstawy projektowania narzędzi skrawających wraz z zagadnieniami technologicznymi (1976, wspólnie z Eugeniuszem Górskim, kolejne wydania 1980, 1989, ISBN 83-01-00928-4)
- Obróbka gładkościowa (1994)
- Stalag 369 (2006, ISBN 83-7242-384-9)